# Léon Parvillée
Léon Parvillée, né le 22 mars 1830 à Paris et mort dans la même ville le 13 août 1885, est un architecte, céramiste, sculpteur et décorateur français.
Il est surtout connu pour avoir été chargé par le gouvernement ottoman de la restauration de Bursa en 1863, après le séisme qui la rase partiellement en 1855, puis pour s'être occupé des installations turques de l'exposition universelle de 1867. Il a par la suite une carrière prolifique en France, jusqu'à sa mort.

## Biographie

### Jeunesse et études
Louis Léon Parvillée naît le 22 mars 1830 à Paris. Son père est menuisier. À 13 ans, il obtient une bourse de la ville de Paris, et intègre l'École royale gratuite de dessin (la future École nationale des arts décoratifs), dont il sort à 18 ans, après y avoir remporté de multiples prix. Il y a notamment suivi les cours d'histoire générale de l'ornement et de composition ornementale d'Eugène Viollet-le-Duc, avec qui il reste en contact toute sa vie, ce dernier devenant une référence majeure pour son travail.

### Installation en Turquie
Il effectue son service militaire en 1850, puis s'installe dans le XIe arrondissement de Paris, en tant que sculpteur. l'année suivante, il est contacté par Pierre-Victor Galland, qui lui propose de l'accompagner pour l'assister dans la réalisation de la décoration intérieure du palais Djézairly, à Istanbul.
En 1853, et après la faillite du propriétaire du palais, Léon Parvillée s'installe à Istanbul, où il est un temps ingénieur dans une fonderie de canons. L'année suivante, il ouvre son propre atelier de sculpture à Istanbul, dans le quartier de Péra. Il y propose des réalisations utilisant les techniques européennes classiques. L'une de ses premières commandes est le décor de l'église catholique de l’Enfant Jésus, restaurée par la cour impériale russe.
En 1856, il fonde avec l'architecte arménien Artin Serverian une société, qui lui permet d'accéder à une plus grande renommée. Les travaux de Léon Parvillée en Turquie sont connus en France, grâce à leur publication dans L'Illustration.
Il travaille alors sur de nombreux projets de décors en Turquie : l'église Saint-Grégoire, la mosquée Ortaköy, le « Café du Luxembourg » de Péra, le palais de Venise, ou encore les appartements du prince Abdülaziz au Palais de Dolmabahce.

### Restauration de Bursa
En 1863, Léon Parvillée est chargé de la création du décor du palais de l'exposition commerciale Sergi-i Umum-i Osmaniye, à Sultanahmet, réalisé par l'architecte français Antoine Bourgeois, dans un style néoclassique.
La même année, il est nommé, au côté de l'architecte italien Pietro Montani et de deux ingénieurs français, pour expertiser les vestiges des monuments de la ville de Bursa, et restaurer une partie d'entre eux. Il aurait participé à la consolidation de quatre mosquées, du tombeau du sultan Mehmed Ier, et d'un minaret. En 1874, il publie en France Architecture et décoration turque au XVe siècle, largement inspiré de ce moment de sa carrière.
Pendant cette restauration de la ville de Bursa, il réalise plusieurs allers-retours en France.

### Exposition universelle de 1867, à Paris
Il s'installe définitivement en France, rue Malher, en 1866. Viollet-le-Duc semble lui avoir confié la réalisation des décors des intérieurs de cheminée du château de Pierrefonds cette même année.
En 1867, il est nommé architecte de la commission impériale ottomane, réalise les décors des installations turques, et remanie les plans conçus par Barborini pour l'Exposition universelle de 1867.
Il profite de l'Exposition universelle pour présenter aussi son travail de céramiste, exposant des faïences de style islamique, qui rencontrent un certain succès. Il écrit en 1884 :

« Je me rappelle il y a vingt ans, […] revenant de Brousse à Paris, M. Viollet-le-Duc m’encouragea vivement à étudier sur place les faïences des édifices d’Orient et à chercher les procédés de leur exécution. Pris d’un bel entrain, j’achetais dans ce but tous les livres que je pus trouver qui traitaient de la matière […]. Aucun ne m’indiquait la voie à suivre. […] J’étais, je l’avoue, épuisé de lecture […] et je n’y voyais pas plus clair. Ce fut un petit ouvrage, le plus modeste de tous, qui vint sérieusement à mon aide et m’ouvrit toute grande la route que je parcours aujourd’hui. »

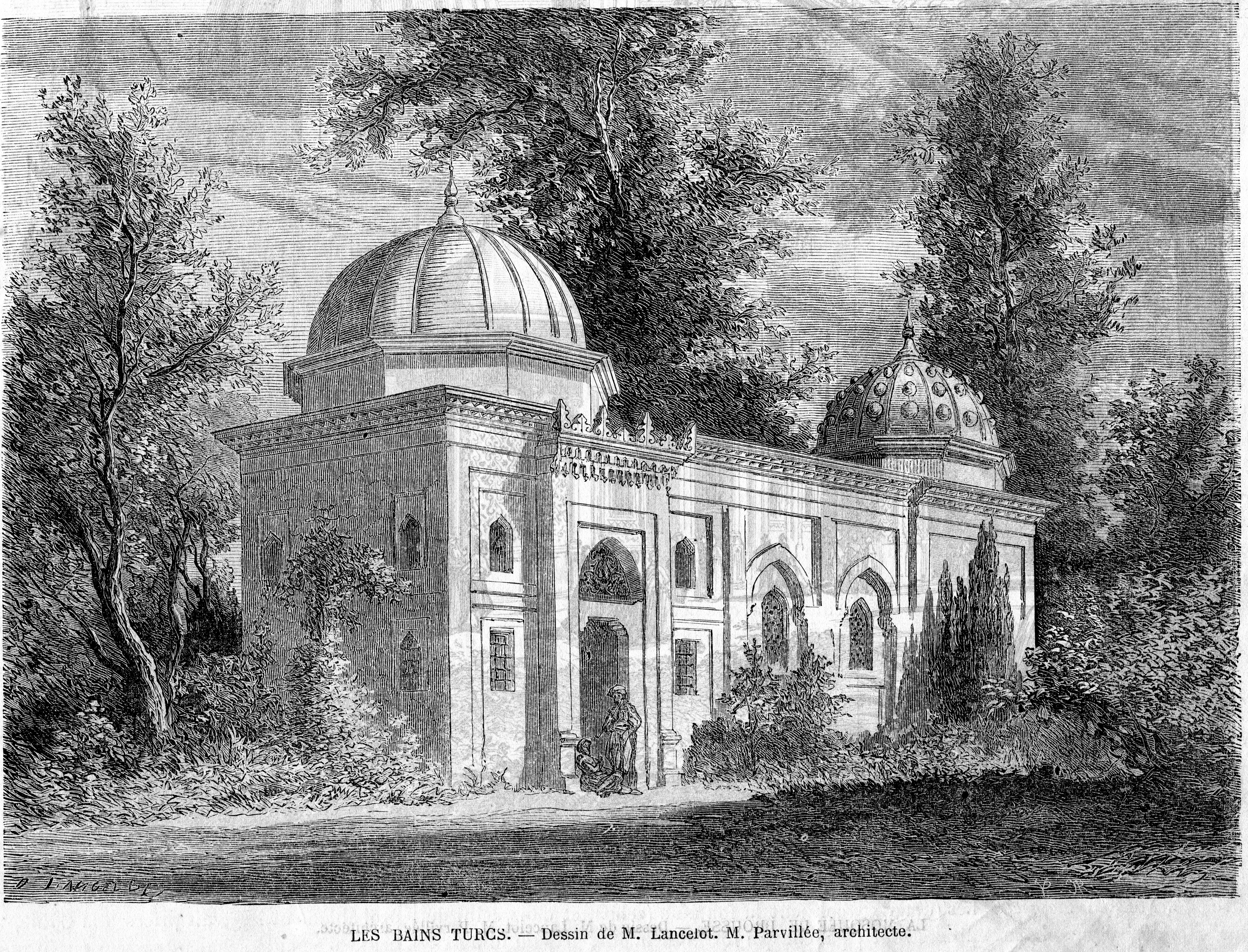
Les bains turcs, réalisés par Parvillée (illustration de l'exposition universelle de 1867).
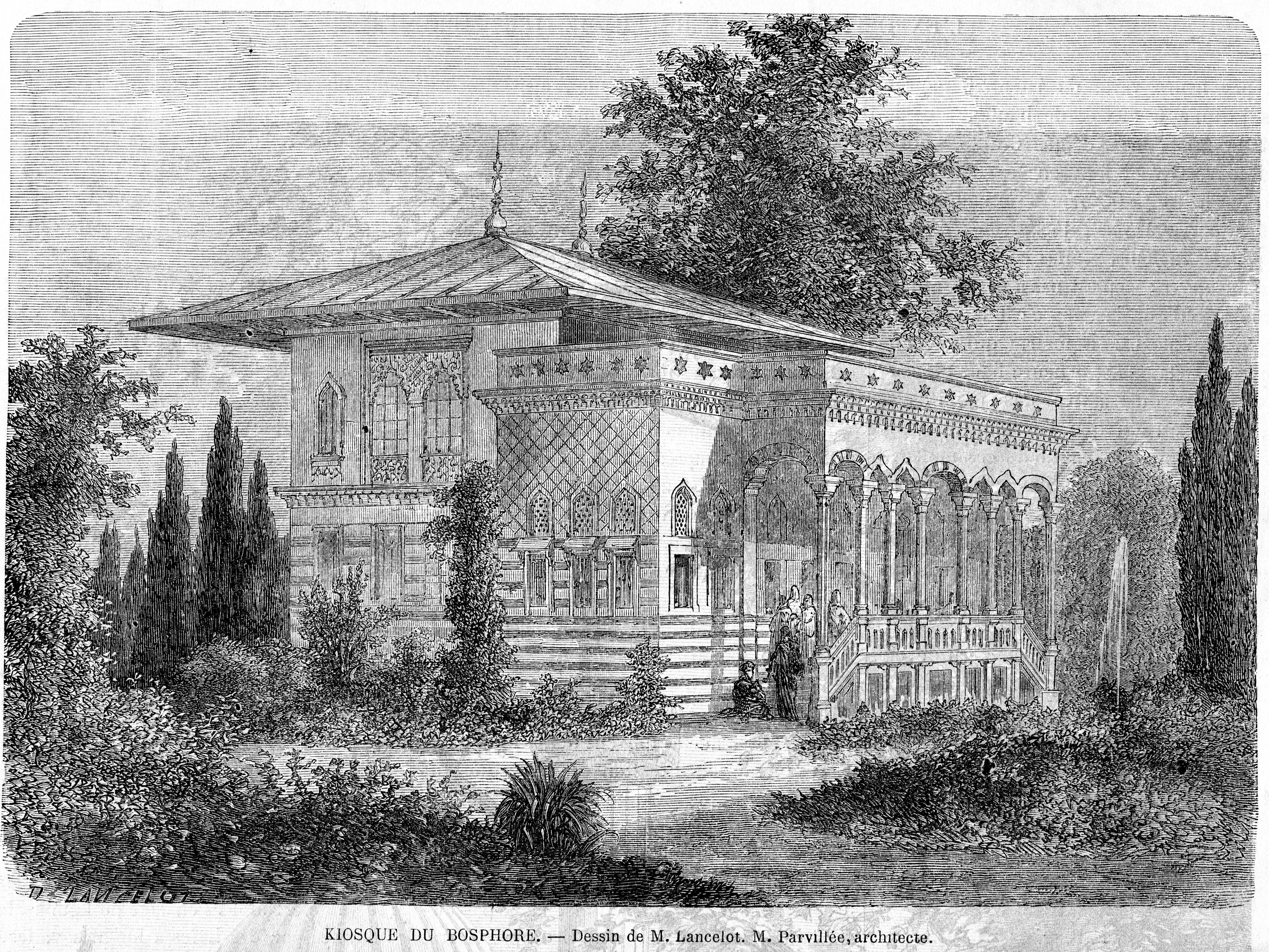
Kiosque du Bosphore, autre réalisation de Parvillée pour l'exposition universelle.

### Travaux en France

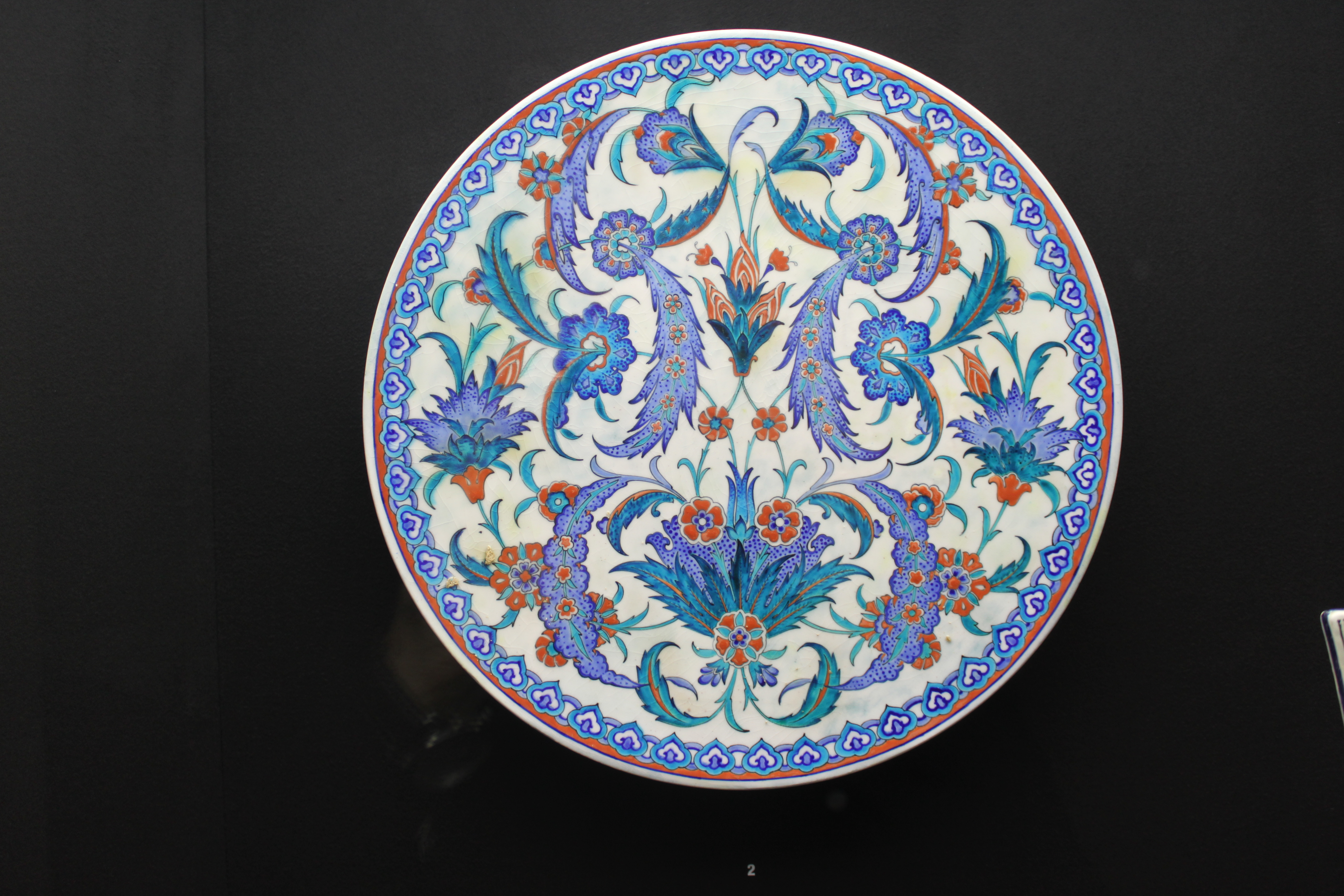
Faïence fine issue de l'atelier Parvillée, vers 1885.

En 1867, il s'installe à Saint-Maur-des-Fossés, où il travaille dans une fabrique qu'il a fondée avec le sculpteur Alfred Salomon Flandrin, le céramiste Amédée de Caranza, et un certain Labbé, vraisemblablement le peintre Émile Charles Labbé. La fabrique se spécialise dans les décorations de style oriental. En 1870, la fabrique est détruite, et l'assaut des Prussiens sur Saint-Maur-des-Faussés le pousse à ouvrir un nouvel atelier l'année suivante, cette fois avec ses deux fils Louis et Achille, rue Neuve-Fontaine-saint-Georges à Paris, qui devient en 1880 la rue Fromentin. Ils ouvrent en 1882 de nouveaux locaux rue Caulaincourt, à Montmartre.
Au début de l’année 1872, Léon Parvillée dépose un brevet sur l’utilisation artistique ou industrielle de l’argile dans la décoration des habitations ou la réalisation d’ornements extérieurs, comme les plaques de rues.
Pendant ses années parisiennes, il reçoit de très nombreuses commandes, dont l'historienne de l'architecture Caroline Gronier fait la liste suivante :
- Décoration de l’hôtel de Mlle Mayer en 1873 ;
- Trois pièces de style ottoman dans l’appartement du comte Xavier Branicki en 1874 ;
- Salon de réception de style arabe dans l’hôtel particulier de Gaston Menier, fils du chocolatier Émile-Justin Menier en 1874 ;
- Décoration d’un café rue de Marengo en 1879 ;
- Restaurant Champeaux place de la Bourse en 1882 à Paris ;
- Restauration du pavement du prieuré Sainte-Croix du château d’Eu ;
- Décor complet, japonisant, de l’établissement thermal de Bourbon-l’Archambault en 1882 ;
- Décor de briques émaillées et de métopes sur les façades des lycées Racine à Paris en 1885 et Lakanal à Sceaux en 1884-1885 ;
- Céramiques émaillées des façades du palais des expositions et du palais algérien, du pavillon de la ville de Paris, de la manufacture des tabacs et de l’Union céramique et chaufournière de France pour l’Exposition universelle de 1878 à Paris (il reçoit la médaille de la Société centrale des architectes pour ces décors).

Fort d'une grande réputation, et d'un large réseau de collaborateurs artistes, Léon Parvillée travaille avec de nombreux grands noms, comme l'architecte Marcel Deslignières, les peintres Émile Müller ou Boudier, et ses travaux pour les manufactures Champion, Lombard Fils, Gilardoni ou Huart de Longwy sont exposées lors de l’exposition de l’Union centrale de 1884. Il fréquente aussi le cercle d'artiste des Têtes de bois, qui se réunit au café Procope à la fin des années 1870.
Il participe aussi à toutes les Expositions universelles entre 1867 et 1885 dans la section céramique d’art.
Il meurt le 13 août 1885 à Paris, après avoir été nommé chevalier de la légion d'honneur le 25 juillet de la même année,.